# Медичи, Маддалена
Маддале́на (Магдали́на) Ме́дичи (итал. Maddalena de’ Medici; 25 июля 1473, Флоренция, Флорентийская республика — 2 декабря 1519, Рим, Папское государство) — аристократка из дома Медичи, дочь главы Флорентийской республики Лоренцо Великолепного. Супруга Франческетто Чибо; в замужестве — графиня Ферентилло.

## Биография

### Ранние годы
Родилась во Флоренции 25 июля 1473 года. Маддалена была третьим ребёнком и второй дочерью в семье Лоренцо Великолепного, главы Флорентийской республики и Клариче Орсини. По отцовской линии она приходилась внучкой флорентийскому правителю Пьеро Подагрику и Лукреции Торнабуони. По материнской линии была внучкой Якопо Орсини, синьора Монтеротондо и Маддалены Орсини из рода синьоров Браччано. За воспитанием и образованием девочки следила её бабка по отцовской линии. Вместе со старшей сестрой Лукрецией, Маддалена обучалась у Анджело Полициано, который был нанят их отцом для обучения старшего брата Пьеро. Особенно тесные отношения связывали Маддалену с младшим братом Джованни, будущим римским папой под именем Льва X. Частые болезни, которыми она страдала в детстве, сформировали у неё замкнутый и склонный к депрессии характер.

### Брак и потомство
В 1486 году Лоренцо Великолепный послал к папе Иннокентию VIII архиепископа Ринальдо Орсини и Пьеро Филиппо Пандольфини, которым поручил договориться с понтификом об открытии в Риме банка Медичи и куриальной карьере для младшего сына Джованни. Во время переговоров был поднят также вопрос о возможном браке Маддалены с Франческетто Чибо, бастардом Иннокентия VIII. В январе 1487 года Рим заключил союз с Венецией, который угрожал безопасности Флоренции. Лоренцо Великолепный, нуждаясь в укреплении отношений со Святым Престолом, вынужденно согласился на свадьбу четырнадцатилетней дочери с почти сорокалетним женихом. Брак был ценой, установленной понтификом за поддержку политических и экономических интересов Медичи. Родители, понимая, что супружество сделает несчастной их любимую дочь, всё же дали на него согласие. В самой Флоренции реакция на брачный договор между семьями Чибо и Медичи была негативной. Флорентийцы, с подозрением относившиеся к матримониальным связям граждан республики с иностранцами, выступили против брака дочери главы республики с нефлорентийцем.
Однако 25 февраля 1487 года, по завершении переговоров, Ринальдо Орсини, как представитель стороны невесты, подписал брачный контракт, и через два дня Лоренцо Великолепный утвердил его. 4 ноября того же года Маддалена в сопровождении свиты, в которую входила её мать, выехала из Флоренции в Рим, куда прибыла 13 числа того же месяца. Невеста привезла с собой приданое в размере четырёх тысяч флоринов. Через несколько дней римский папа обед в честь представительниц семьи Медичи и подарил Маддалене драгоценностей на сумму в восемь тысяч дукатов. Франческетто также преподнёс будущей супруге в подарок драгоценности на сумму в две тысячи дукатов.
Свадебные торжества прошли в Риме 20 января 1488 года. Маддалена уехала во Флоренцию в конце мая, а в следующем месяце к ней присоединился Франческетто. В конце июля, после смерти матери, за которой Маддалена ухаживала во время болезни, она вернулась в Рим, где жила во дворце своего супруга. Отец, понимая, как трудно будет дочери в браке, отправил с ней в качестве духовника Маттео Франко. Вскоре после свадьбы супруг Маддалены вернулся к беспорядочному образу жизни. Несмотря на это, браке с Франческетто Чибо (1450 — 25.07.1519) она родила восемь детей, из которых шестеро дожили до совершеннолетия:
- Лукреция (1489—1492), умерла в детском возрасте;
- Клариче (1490—1492), умерла в детском возрасте;
- Инноченцо[итал.] (25.08.1491 — 14.04.1550), кардинал с 23 сентября 1513 года, кардинал-дьякон с титулами Санти-Козма-э-Дамиано с 1513 по 1517 год и Санта-Мария-ин-Домника с 1517 по 1550 год;
- Элеонора (1499—1557), монахиня-бенедиктинка, аббатиса монастыря Санта-Мария-дель-Прато[итал.] в Генуе;
- Лоренцо (20.07.1500 — 14.03.1549), граф Ферентилло, 14 мая 1520 сочетался браком с Риччардой Маласпина (1497—1553), наследницей маркграфства Массы и синьории Каррара;
- Катерина (13.09.1501 — 17.02.1557), в 1520 году сочеталась браком с Джованни Мария да Варано (1481—1527), герцогом Камерино;
- Ипполита (1503—1562), в 1522 году сочеталась браком с Роберто Амброджо Сансеверино[итал.] (ум. 1532), маркграфом Колорно, графом Кайаццо и синьором Боббио;
- Джованни Баттиста (6.05.1505 — 15.03.1550), епископ Марселя с 1530 года.

Смерть старшей дочери Лукреции в 1492 году надолго погрузила Маддалену в депрессию. В том же году скончался её свёкор, Иннокентий VIII, который относился к ней с большим уважением, щедро одаривал и часто принимал у себя при папском дворе. Вскоре она, вместе с мужем, покинула Рим. Супруги жили во Флоренции, Пизе и Генуе. Отход Франческетто от политической жизни в Риме позволил Маддалене самостоятельно распоряжаться своим имуществом на территории Флорентийской республики.
После избрания её младшего брата Джованни новым папой под именем Льва X, Маддалена отправилась в Рим с сёстрами Лукрецией и Контессиной. 23 сентября 1513 года её сын Инноченцо получил от дяди сан кардинала и приличное финансовое содержание. В 1515 году Маддалена приобрела римское гражданство и через римского папу начала оказывать влияние на политику Святого Престола, чем вызвала ревность у своих сестёр. Современники обвиняли Маддалену в присвоении денег от продажи индульгенций, что послужило косвенной причиной для начала реформации на территории германских государств.
Маддалена умерла в Риме 2 декабря 1519 года, через несколько месяцев после смерти своего мужа, который умер 25 июля того же года. Она была похоронена в базилике Святого Петра в Риме.

## В культуре
История жизни Маддалены легла в основу романа «Бельфегор» Никколо Макиавелли. В свою очередь, книга послужила основанием для сюжета фильма Этторе Скола «Архидьявол», снятого в 1966 году, в котором роль Маддалены исполнила французская актриса Клодин Оже.